# Maximilian Wagener
Maximilian Wagener (3 januari 1995) is een Duits voetballer die bij voorkeur als vleugelspeler speelt. Hij stroomde in 2014 door vanuit de jeugdopleiding van Bayer Leverkusen. Dat verhuurde hem gedurende het seizoen 2014-2015 aan VfL Osnabrück.

## Clubcarrière
Wagener begon met voetballen bij FC Wülfrath en sloot zich in 2003 aan bij Bayer Leverkusen. Op 12 april 2014 debuteerde hij voor Bayer Leverkusen in de Champions League tegen Paris Saint-Germain. Hij viel na 78 minuten in voor Stefan Reinartz.
1 Grill ·
2 Androutsos ·
3 Kleinhansl ·
4 Gyamfi ·
5 Ajdini ·
6 Thalhammer ·
7 Niemann ·
8 Tesche ·
9 Engelhardt ·
10 Wriedt ·
11 Makridis ·
13 Kunze ·
14 Diakhité ·
16 Rorig ·
17 Conteh ·
18 Kehl ·
21 Lobinger ·
22 Kühn ·
23 Verhoek ·
24 Haas ·
25 Wiemann ·
26 Gnaase ·
27 Cuisance ·
28 Bähr ·
29 Wähling ·
30 Oduah ·
32 Wulf ·
33 Beermann  ·
34 Adamczyk ·
36 Böggemann ·
37 Goiginger ·
38 Wiethaup ·
Coach: Koschinat